# Bill Amerson
William Gordon Amerson (Estados Unidos, 22 de diciembre de 1938 - 2015) fue un pionero de la industria del cine para adultos. Productor y actor en la década de los años 1960 y la del finales de 1980.

## Biografía
Bill Amerson es de Los Ángeles, fue uno de los primeros dedicado a producción de cine para adultos: en Estados Unidos el origen de la producción de entretenimiento porno duro (en idioma inglés conocido como hardcore porn) se debe a él. Como se muestra en el documental que produjo el director Cass Paley: en esta película hemos demostrado la inserción. El documental Wadd: The Life & Times of John C. Holmes, mostraba la penetración y el sexo oral; lo que se hizo en lo show fue la verdad, para verlo en directo las personas no habría tenido oportunidad de gastar su dinero de una manera tan rápida. Amerson al final se sorprendió que el mercado del mismo producto fue más duraderos de lo que ha esperado en un principio.
El mismo Amerson cuanto a la industria pornográfica ha sido uno de los primeros precursores de tal sector: con interés de la Constitución de los Estados Unidos fue capaz de ejercer sus bienes según la Primera Enmienda a la Constitución de los Estados Unidos.

En los primeros días de entretenimiento Hard core Bill y sus colegas estaban expuestos y sujetos a ser arrestados por cualquier número de cargos: la prostitución, el proxenetismo, un crimen oscuro que se habría desarrollado en una organización criminal porqué se practicó el sexo oral. 
De aquellos años si el nombre Amerson podría parecer poco familiar lo de su amigo John Curtis Estes, generalmente conocido como Johnny Wadd, del cine hard core fue la primera estrella y duró desde el 1973 y hasta el año 1988; Holmes en el año 1981 fue arrestado y Amerson se convirtió en su gerente de negocios.

## Los primeros años
En Hollywood cerca de los años 1970 en una oficina situada detrás de la zona Crossroads of the World Amerson junto a su socio procedieron con el trabajo; en aquella época estaban haciendo algunas Polaroid, un rodaje por algunas revistas hard core publicada para las personas mayores de edad. 
 Un día del año 1969 John Holmes hizo una prueba cinematográfica: presentándose a la sesión de fotos y mostrando su dotación física incomparable dio a luz a una relación comercial que se prolongó durante 20 años. A lo largo Holmes y Amerson con diversas iniciativas han tenido un vínculo fraternal y ventajosos convirtiéndose en socios de negocios.
En el año 1971 Holmes por parte de Bob Chinn ha sido elegido para un películas para adultos, y el título de la película fue de Johnny Wadd; Holmes murió a causa de la enfermedad del sida, pero la película lo hizo muy rico e increíblemente célebre.

## Pioneros y test de VIH
Homes del cuádruple asesinato de la Wonderland Gang ocurrido en el año 1981 ha sido completamente absuelto y fue liberado de la cárcel LA County Jail. En ese momento Amerson y Holmes han formado una empresa llamada Penguin Productions, este negocio estaba desarrollado en la producción de películas para adultos. Poco después la preocupación para los nuevos propietarios fue la creciente amenaza por la enfermedad AIDS.
En 1985 Amerson fue el primer productor hard core en haber un nombre de marca conocido y pidió a los actores de hacerse la prueba de VIH: para soportar su conversación él como Holmes fueron probados y salieron negativos. A seguimiento, una prueba echa seis meses después ha demostrado que Holmes estaba infectado, y de ahí en adelante fue una inclinación a perder todos.

## Experiencia en funciones
Además de la gestión y producción de John Holmes, Amerson en frente la cámara ha tenido una carrera próspera, y lo demostró todas las veces que se mostró en varias películas: Girls on Fire and The Divorcee; a menudo se le atribuye el seudónimo Bill Williams.